# ロングレンジ山脈

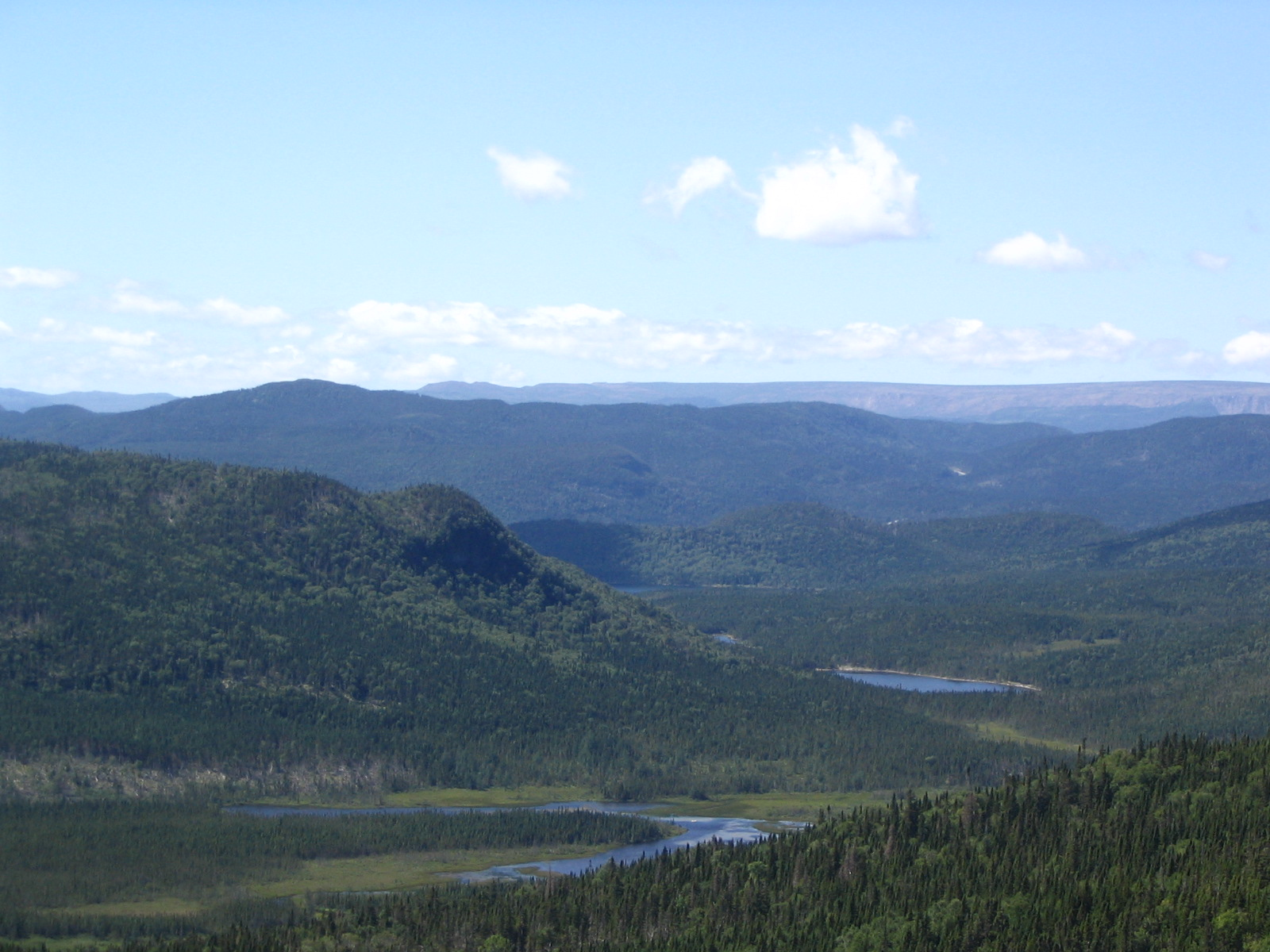
グロス・モーン国立公園付近の山並み

ロングレンジ山脈（Long Range Mountains）は、カナダ・ニューファンドランド島の西海岸に沿ってまっすぐ伸びている山脈。この山脈は、南のカボット海峡を挟んでケープブレトン島の山地へつながっており、さらに南のアパラチア山脈にまでつながっている。
アパラチアン・トレイルの北側に続いてアパラチア山脈北部を貫く遊歩道、インターナショナル・アパラチアン・トレイルがこの山脈まで延長されることが2003年に決定した。
セント・ローレンス湾に沿って延びる山脈はいくつかの部分から成り立っている。
- アンギール山脈（アンギーユ山脈、w:Anguille Mountains）
- 島の最高峰ルイスヒルズ（w:Lewis Hills）、標高814m
- テーブルランズ（w:Tablelands、マントルの一部がむき出しになって出来た台地）
- ロングレンジ山脈主要部（北東端のテーブルランズからグロス・モーン国立公園を経て延びる部分。北米東海岸でも稀な、フィヨルドが刻まれた海岸がある）

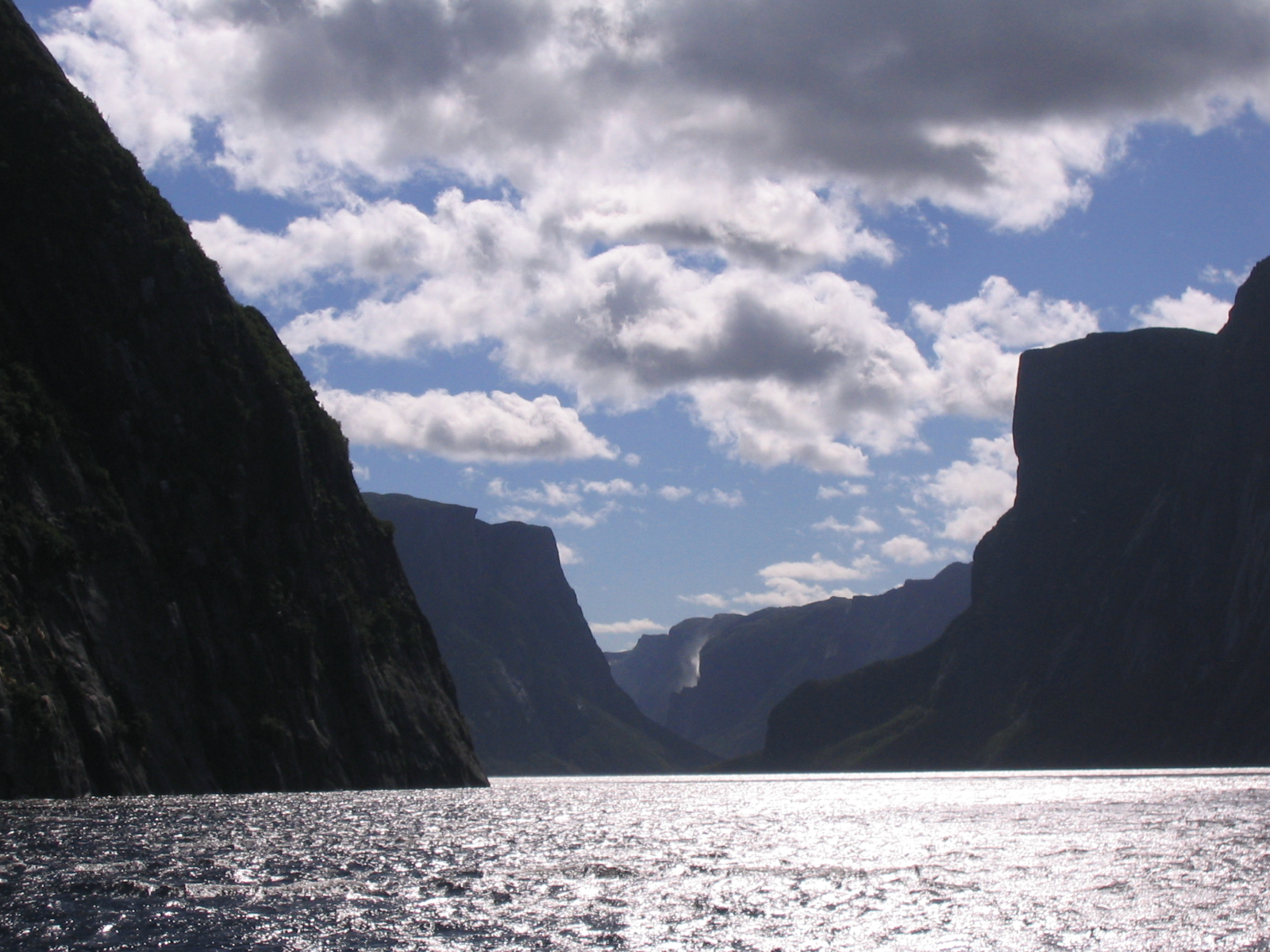
グロス・モーン国立公園のフィヨルド湖、ウェスタン・ブルック・ポンド
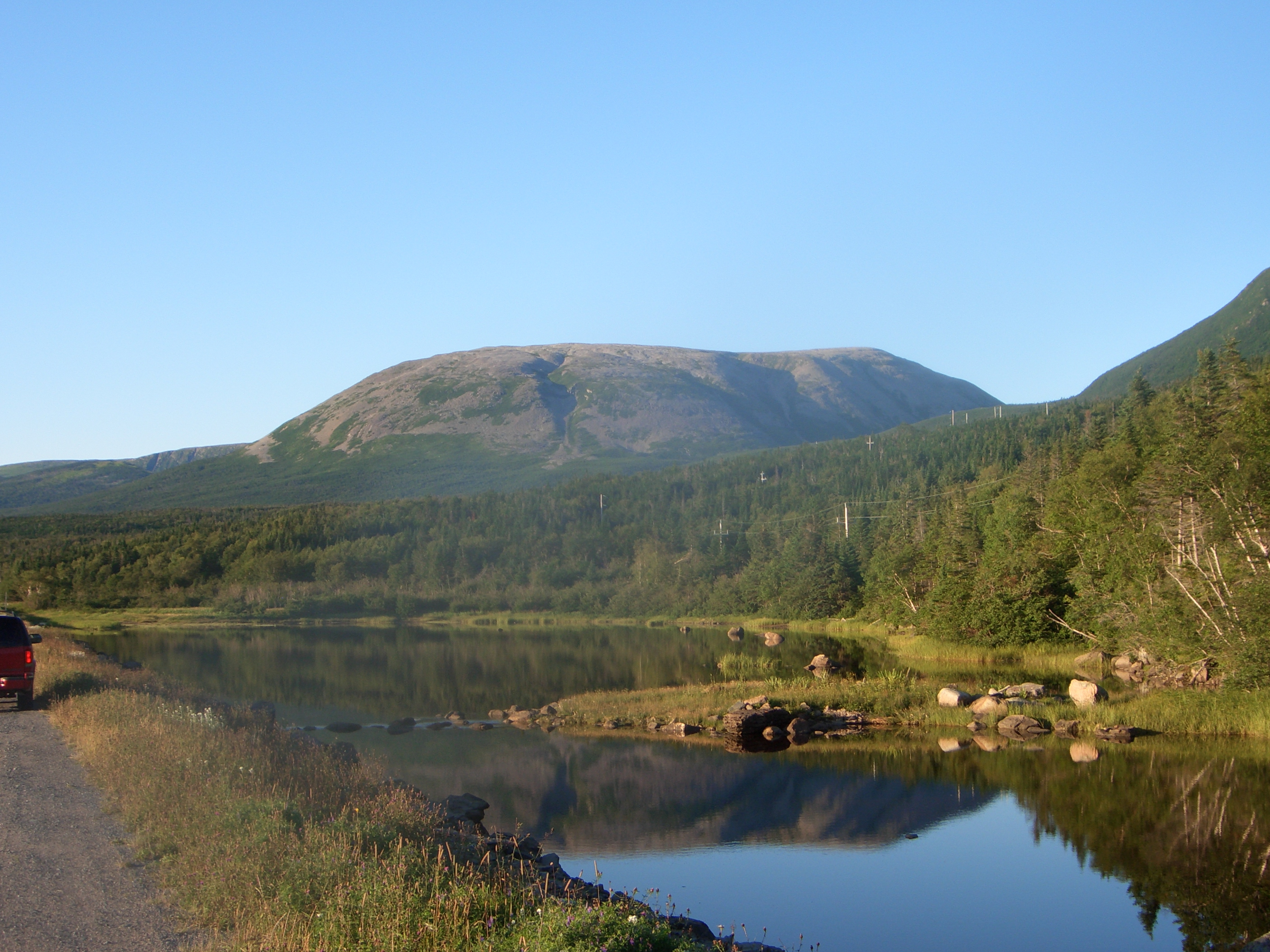
グロス・モーン山、ニューファンドランド島で二番目の高さ、標高807m
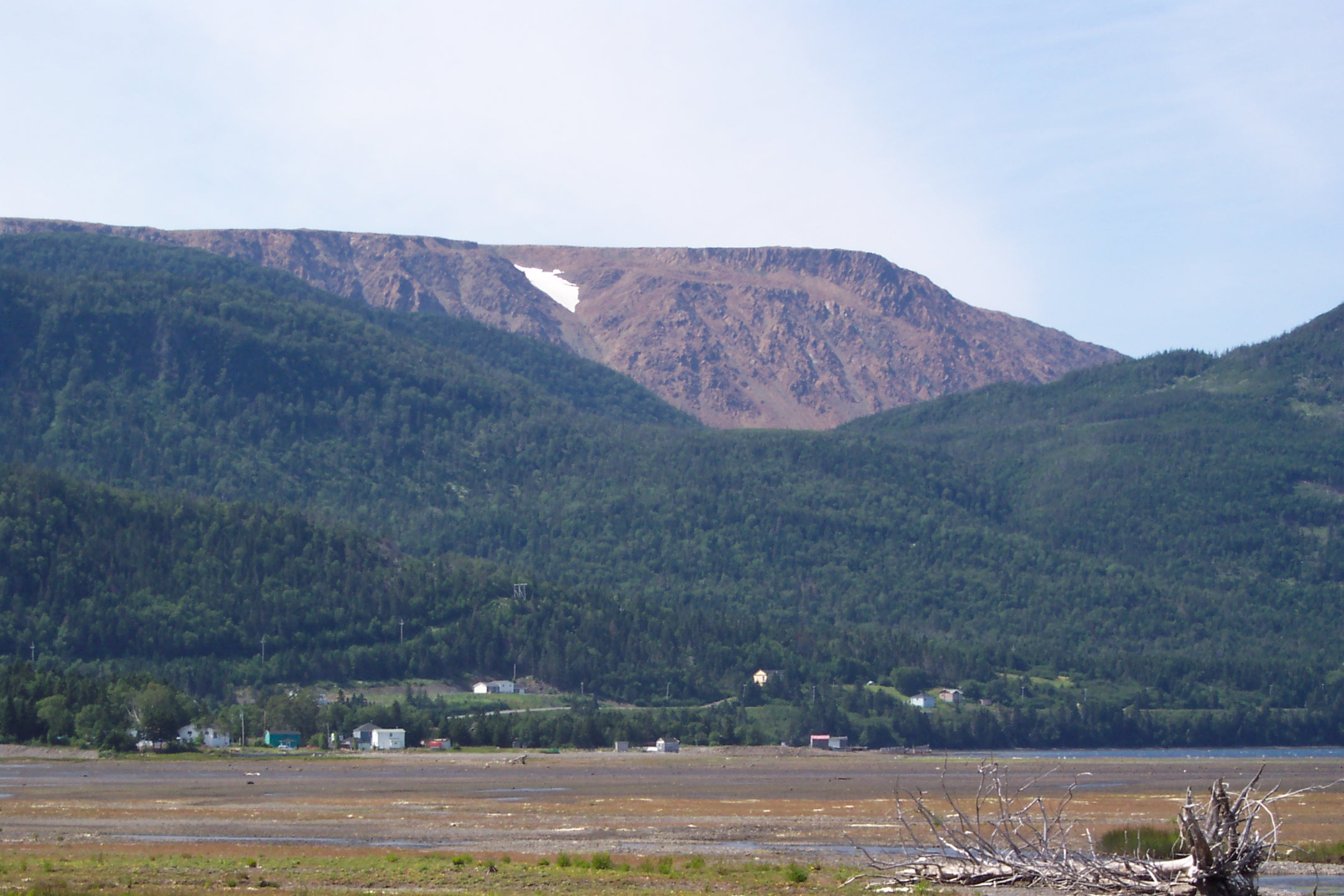
テーブルランズ

## 参照
1. ↑  http://www.oocities.org/pilip/land.htm